# Глен Доман
Глен Доман е американски физиотерапевт и автор на рехабилитационни методи за деца с увреждания на нервната система, както и на образователни методи за всички деца.

## Биография
Глен Доман завършва Университета на Пенсилвания през 1940 г. със степен по физикална терапия. От този момент нататък Доман изучава развитието на мозъка на детето.
По време на Втората световна война Глен Доман е доброволец в пехотата на американската армия в деня след нападението над Пърл Харбър. След завършване на курса за пехотен офицер във Форт Бенинг, той е изпратен във Франция. Командирът на ротата лейтенант Глен Доман, като част от 87-ма пехотна дивизия на 3-та армия (генерал Дж. Патън), участва в Арденската операция, воюва в Люксембург, Холандия, Германия и Чехословакия. Той е награден за изключителни заслуги.
През 1955 г. основава Институти за изследване на достиженията на човешкия потенциал (на английски: The Institutes for the Achievement of Human Potential, IAHP) и заедно със своите екипи повежда безмилостна битка за създаване и усъвършенстване на програми за оздравяване на деца с мозъчни увреждания, като разработва възстановителни методи за деца с увреждания на нервната система и образователни методи за всички деца (Методът на Доман). Доман е баща на три деца, като две от тях – Джанет и Дъглас Доман също работят за IAHP.

## Кариера
Глен Доман е написал няколко популярни книги за детското развитие, които се ползват до днес по цял свят при работата с деца. В тях авторът излага философията на Институтите за изследване на достиженията на човешкия потенциал и революционния им подход при лечението преди всичко на мозъка, а не толкова на тялото; разказва за изследванията, проведени от екипите му по целия свят, за техните пробиви и неуспехи в оздравяването на деца с мозъчни увреждания, както и за усилията им да усъвършенстват лечението на мозъчните травми. Представени са животоспасяващи техники и инструменти за измерване и за подобряване на подвижността, езика, мануалното, зрителното, слуховото и тактилното развитие и уникални методи за структуриране, моделиране и мотивация.
Най-популярни и преведени на български език книги са:
- - „Как да отглеждате вашето дете с мозъчно увреждане“,[2]
- - „Как да увеличим интелигентността на бебето си“,[3]
- - „Как да научим бебето си да чете“,[4]

## Критика
Теориите на Доман не притежават научна валидация: Американската академия по педиатрия е издала предупреждения относно подобни теории. Те се основават на остарели конвенции и представляват изключително опростяване по отношение на развитието на мозъка.
Ефективността на метода не е подкрепена от никакви доказателства и следователно използването му изглежда неоправдано: единствената научна статия, публикувана от Доман през 1960 г., съдържа много методологични грешки и преувеличения на резултатите. Проучването не е имало контролна група, така че не е било възможно да се сравни постигнатият напредък с този, който би се случил естествено при децата с течение на времето, в резултат на растежа. Когато група независими учени сравняват напредъка, постигнат от нелекувани деца, с резултатите на Доман, последните „не изглеждат индивидуално значими“.<ref name="zigler1986">Zigler, Edward et al. Understanding Mental Retardation.   Cambridge University Press, 1986. ISBN 0-521-31878-5. p. 306. (на английски):с. 182

## Награди и отличия
- Кръст за изключителна служба (Distinguished Service Cross) (САЩ, 1945 г.)
- През 1966 г. бразилското правителство присъжда титла на Глен Доман за неговите заслуги към децата по света.
- На 28 октомври 2007 г. Глен Доман е награден с медала на Италианския сенат (Международен научен комитет на Центъра Пио Манзу) за работата си с деца.